# Klínovec
Der Klínovec (deutsch Keilberg, früher: Sonnenwirbel) ist mit 1243,7 m n.m. die höchste Erhebung des Erzgebirges. Er liegt in der Karlsbader Region der Tschechischen Republik. Gemeinsam mit dem weniger als 4 km entfernten, im deutschen Sachsen gelegenen Fichtelberg bildet er das bedeutendste Wintersportgebiet im Erzgebirge. An der Westflanke des Berges reicht ein deutscher Gebietszipfel bis 80 Höhenmeter unterhalb des Gipfels.

## Lage und Umgebung
Der Klínovec befindet sich im mittleren Erzgebirge unmittelbar an dessen südlichem Steilabfall. Am südlichen Fuß des Berges liegt die frühere königlich-böhmische Bergstadt Jáchymov (St. Joachimsthal). Auf dem Erzgebirgskamm liegen die kleinen Orte Boží Dar (Gottesgab), Loučná pod Klínovcem (Böhmisch Wiesenthal) und Háj u Loučné (Stolzenhain) sowie auf deutscher Seite der Kurort Oberwiesenthal in der Nähe des Klínovec. Die früher an der Bergschulter gelegenen Sonnenwirbelhäuser wurden nach Vertreibung der Deutschen aus der Tschechoslowakei nach 1945 aufgegeben. Auf dem Gipfelplateau befindet sich das im Verfall begriffene Berghotel mit dem 2013 rekonstruierten, 24 Meter hohen Aussichtsturm sowie weitere Restaurants und ein 80 Meter hoher Fernseh- bzw. Richtfunkturm.

## Geologie
Der Klinovec ist vor allem aus metamorphen Sedimentgesteinen, wie Glimmerschiefer, Paragneisen und Quarziten aufgebaut. In der Nordwestseite kommen auch Gänge und Gesteinskörper vulkanitischen Ursprungs vor; diese tertiären alkalischen Vulkanite werden als Haüynite bezeichnet.

## Name
Die Besiedlung des Berges und Ortes am Sonnenwirbel wird erstmals im ältesten Trauungsbuch St. Joachimsthals (ab 1531) mit einer Trauung vom 17. Februar 1544 erwähnt, als Paul Vischer Margaretha, die Tochter des Thomas Schubart vom Sonnenwirbel heiratete. Zu dieser Zeit muss der Ort am gleichnamigen Berg bereits bestanden haben und durch Bergleute auch wirtschaftlich genutzt worden sein. Danach folgen diverse weitere Erwähnungen im Kirchenbuch, so dass auf eine kleine Ansiedlung zu dieser Zeit zu schließen ist.
1562 berichtet Johannes Mathesius, welcher seinerzeit in Sankt Joachimsthal als Rektor und Pfarrer angestellt war, über die Erschließung dieser Bergregion durch Bergleute. In einer topografischen Darstellung erwähnt er den Berg als „Sonnewirbel“. Jaroslaus Schaller nennt den Berg und die gleichnamige Siedlung als „Sonnenwirbel“ in seiner 1785 erschienenen „Topographie des Königreichs Böhmen“. Im Landkartenwerk der Franziszeischen Landesaufnahme (1846–1847) wird der Gipfel als „Sonnenwirbel B.“ bezeichnet. Abschließend taucht die Bezeichnung „Sonnenwirbl“ für Gipfel und Siedlung in einem Parzellierungs-Croquis der Gemeinde Joachimsthal von 1842 auf, deren Positionsangaben mit den Aufzeichnungen von Mathesius übereinstimmen.
Der Name „Keilberg“ verdrängte in der zweiten Hälfte des 19. Jahrhunderts die alte Bezeichnung „Sonnenwirbel“.
Johann Gottfried Sommer bezeichnet 1847 den höchsten Erzgebirgsgipfel als „Keilberg“, wenngleich er den nordwestlich an den Gipfel anschließenden und nah an Boží Dar reichenden Ausläufer als Sonnenwirbel bezeichnet. Gleiches findet man beispielsweise in Schriften von August Emanuel von Reuss und Anton Adolph Schmidl.
Im Zuge der Franzisco-Josephinischen Landesaufnahme (1869–1887) wurde er als „Keilberg“ noch mit dem Zusatz Sonnenwirbel kartiert. Mit Gründung der Tschechoslowakei, zu deren Staatsgebiet der Keilberg nun gehörte, setzte die Zweisprachigkeit ein, was sich auch in einer tschechischsprachigen Benennung des Berges äußerte. Nachdem es bis dahin keinen tschechischen Namen für den Berg gegeben hatte; wurde hierbei – ebenso wie in zahlreichen anderen Fällen – die Übersetzung des deutschen Namens in die tschechische Sprache zugrunde gelegt: Das tschechische Wort klin bedeutet „Keil“, und so wurde der Berg anfänglich genannt. In der zweiten Hälfte der 1920er Jahre setzte sich die Bezeichnung Klínovec durch.
In historischen Aufzeichnungen ist der höchste Erzgebirgsgipfel leicht mit der ebenfalls auf Joachimsthaler Flur gelegenen, gleichnamigen Erhebung zu verwechseln. Diesen „Keilberg“ nennt abermals zuerst Mathesius 1562, zuvor wurde er vom gleichen Autoren mit „Kolberg“ bezeichnet. Auf einer amtlichen Katasteral-Indikationsskizze von 1842 liegt die dort als „Kailberg“ bezeichnete Erhebung etwas nördlich des Jáchymover Ortsteils Nové Město (Neustadt).

## Geschichte

### Gipfelerschließung und -bauten

#### Anfänge im 19. Jahrhundert

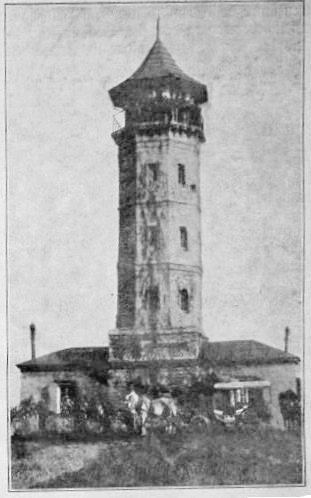
„Kaiser Franz-Josef-Aussichtsturm“ zur Eröffnung am 3. August 1884

Gemäß einem Bericht aus dem Gottesgaber Pfarrarchiv von 1825 wurde 1817 auf dem Gipfel eine Aussichtspyramide errichtet, die im Berichtsjahr aber schon verfallen war. Im Jahr 1838 ließen der St. Joachimsthaler Posthalter und ein Gastwirt des Ortes eine neue Aussichtswarte („Gloriett“) errichten. Das Baumaterial stellte die Stadtverwaltung von St. Joachimsthal unentgeltlich zur Verfügung. Diese ließ zudem 1845/46 einen oberhalb der Sonnenwirbelhäuser von der bestehenden Straße abzweigenden Fahrweg zum Gipfel errichten. – Seinerzeit besuchten besonders häufig Karlsbader Kurgäste diesen Aussichtspunkt, die „Gloriett“ brannte 1868 jedoch gänzlich nieder.
Am 30. Mai 1880 gründete sich der Erzgebirgsverein in St. Joachimsthal, der von Beginn an die Wiedererrichtung einer Aussichtswarte zum Ziel hatte. Am 4. Juli des gleichen Jahres wurde der Bau eines gemauerten Aussichtsturms beschlossen. In Voraussicht, dass es bis zur Realisierung längere Zeit dauern würde, beschloss man zudem die zwischenzeitliche Aufstellung eines hölzernen Turmes. Dieser wurde bereits eine Woche nach Auftrag fertiggestellt.
Um den steinernen Bau zu finanzieren, rief man 1881 zu Spenden auf und fasste Bittschriften ab. Diese brachten jedoch nicht den gewünschten Erfolg – nach zwei Jahren waren erst 1100 Gulden eingesammelt. Daraufhin beschloss der Vereinsausschuss, für einen etwaigen Fehlbetrag bei der Bausumme solidarisch zu haften. Die Stadtverwaltung St. Joachimsthal überließ dem Verein die Baufläche zur Nutzung und gestattete zudem die Gewinnung von Baumaterial in der Nähe. Am 17. Juni 1883 wurde der Bau mit einer veranschlagten Summe von 3000 Gulden an den Kaadener Baumeister Josef Peter übertragen. Während des Baus stieg diese Summe noch auf 4300 Gulden. Zwischen dem 28. September und dem 18. Mai des Folgejahres ruhten die Arbeiten witterungsbedingt. Am 3. August 1884 wurde der Turm schließlich eingeweiht. Der erste Turmwart bewirtschaftete den Turm samt seitlichen Anbauten nur im Sommer und bei günstigem Wetter.
Der „Kaiser Franz-Josef-Aussichtsturm“ war ein 17 Meter hoher, oktogonaler, Steinbau. Über der Aussichtsplattform thronte ein auf acht Steinsäulen ruhendes Pyramidendach. Im Inneren führte eine Wendeltreppe zur Plattform. Um die Besucher teilweise vor Wetterunbilden zu schützen, wurde der rückwärtige Teil der Plattform später durch verglaste Fenster zwischen den steinernen Säulen abgeteilt. Bemerkenswert ist, dass die Turmspitze aufgrund fehlerhafter Gründung bereits frühzeitig eine Auslenkung von 60 Zentimetern gegenüber der Vertikalen aufwies.

#### Mehrfache Erweiterung der Unterkunftsbauten

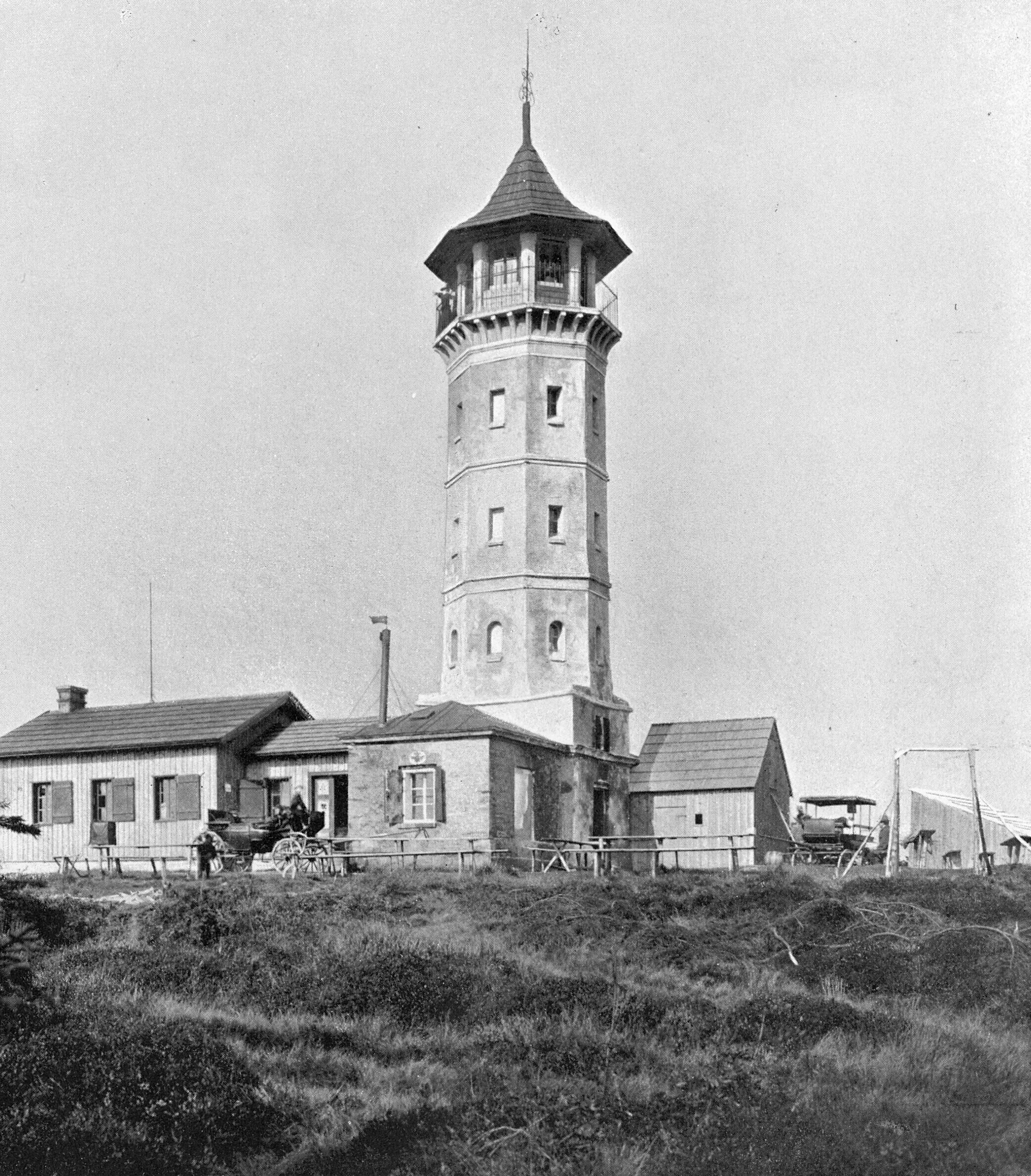
Aussichtsturm mit dem 1893 erbauten ersten Unterkunftshaus

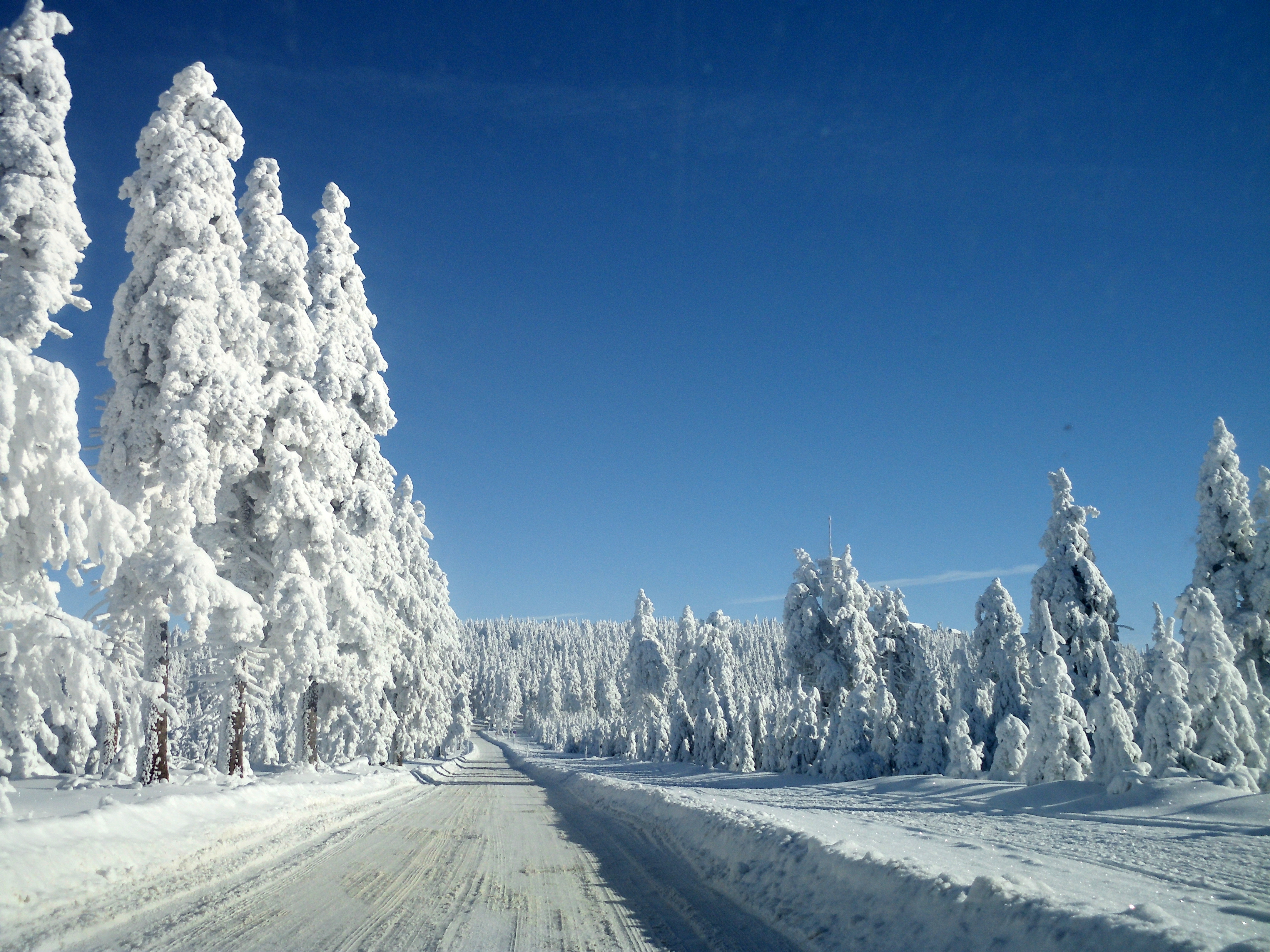
Zufahrtsstraße zum Gipfel im Winter 2012/2013

Bald darauf genügten die seitlichen Anbauten den wachsenden Besucherströmen nicht mehr und Pläne für Erweiterungen wurden gemacht. Nach 1886 überließ die Stadtverwaltung ein 416 Quadratmeter großes Grundstück, auf dem der Turm stand, kostenfrei ins Eigentum des Vereins. Die erste Erweiterung war 1893 ein ebenerdiges Häuschen mit einem Gastzimmer. Seitdem wohnte der Turmwart während der Sommermonate ständig auf dem Gipfel. Im Jahr darauf wurde ein Keller errichtet. Einer der beiden seitlichen Räume des Turms wurde als Küche benutzt, der andere diente als Wohnraum. Bald darauf trat für die Besucher wiederum Platzmangel ein, besonders beklagt wurden fehlende Übernachtungsmöglichkeiten, so dass als Übergangslösung ein Holzschuppen mit Spitzdach rechts neben dem Turmeingang errichtet wurde, der über mehrere Nachtlager verfügte. Der Verein beschloss am 28. Mai 1899 einen größeren Anbau ausführen zu lassen. Die Stadtverwaltung schenkte eine weitere Fläche und die örtliche Sparkasse bewilligte ein Darlehen für den Bau. Das hölzerne Unterkunftshaus wurde 1900 für 16092 Kronen ausgeführt. Es enthielt im Erdgeschoss einen geräumigen Saal, welcher zu Ehren des 1887 verstorbenen Präsidenten des „Zentralkomitees zur Förderung der Erwerbstätigkeit der böhm. Erzgebirgsbewohner“ Richard Ritter von Dotzauer Dotzauer-Saal benannt wurde, sowie eine Küche. Im Obergeschoss befanden sich neun beheizbare Fremdenzimmer samt Nebenräumen. Da dieses Gebäude im Winter nicht unbeaufsichtigt bleiben konnte, wurde das Keilberghaus von da an ganzjährig bewohnt und bewirtschaftet, wenngleich die Besucherzahl von Herbst bis Frühling sehr gering war.
Im Jahr 1903 lud der Erzgebirgsverein in St. Joachimsthal zu einer Versammlung von Vertretern benachbarter Gemeinden und Gebirgsvereinen zu beiden Seiten der Landesgrenze, um mit diesen über Maßnahmen zur Förderung des Fremdenverkehrs bei Einführung eines großzügigen Wintersportbetriebes zu beraten. Um zudem Fahrten in Pferdeschlitten zum Gipfel anzubieten, machte sich der Bau eines Stallgebäudes südöstlich des Aussichtsturms erforderlich. Nachdem die Stadtverwaltung wiederum eine kleine Grundstückserweiterung zugestanden hatte, wurde noch 1903 für 5.300 Kronen ein geräumiger Stall errichtet. Die Zahl der Wintergäste stieg und auch die der Sommergäste wuchs weiter an. 1905 erhielt der Verein eine Anfrage des Militärs zur Beherbergung von Soldaten für Skiübungen. Um entsprechenden Raum zu schaffen, wurde 1906 das Stallgebäude aufgestockt und um einen Anbau ergänzt, so dass ein Schlafsaal und zwei Zimmer vorgehalten werden konnten. Im Winter 1906/07 wurden diese erstmals bezogen. Ende 1906 wurde im Unterkunftshaus eine Fernsprechstelle eröffnet, Postbestelldienst bestand seit 1894 vom Postamt in Gottesgab. Seit 1885 bestand eine vierspännige Omnibusverbindung von Karlsbad aus – sie verkehrte einmal täglich in den Sommermonaten. Nach langen Verhandlungen über den notwendig gewordenen Bau einer Straße zum Gipfel, erkannte die Bezirksverwaltung St. Joachimsthal den Nutzen und erklärte sich schließlich bereit, eine 1800 Meter lange Bezirksstraße anzulegen. Sie bewilligte dafür 2000 Kronen, für den ungedeckten Teil der Bausumme verpflichtete sich der Verein aufzukommen sowie dem Bezirksausschuss die Auslagen für Unterhaltungsmaßnahmen zu erstatten. Realisiert wurde der Bau 1906 bis 1907, die Kosten für den Verein konnten durch Notstandshilfe gemindert werden. Zudem wurde die Zahlung der Unterhaltungskosten an die Bezirksverwaltung über jährliches Ansuchen nachgesehen und schließlich ganz erlassen. 1917 wurde die Straße verbreitert und 1923 gewalzt.

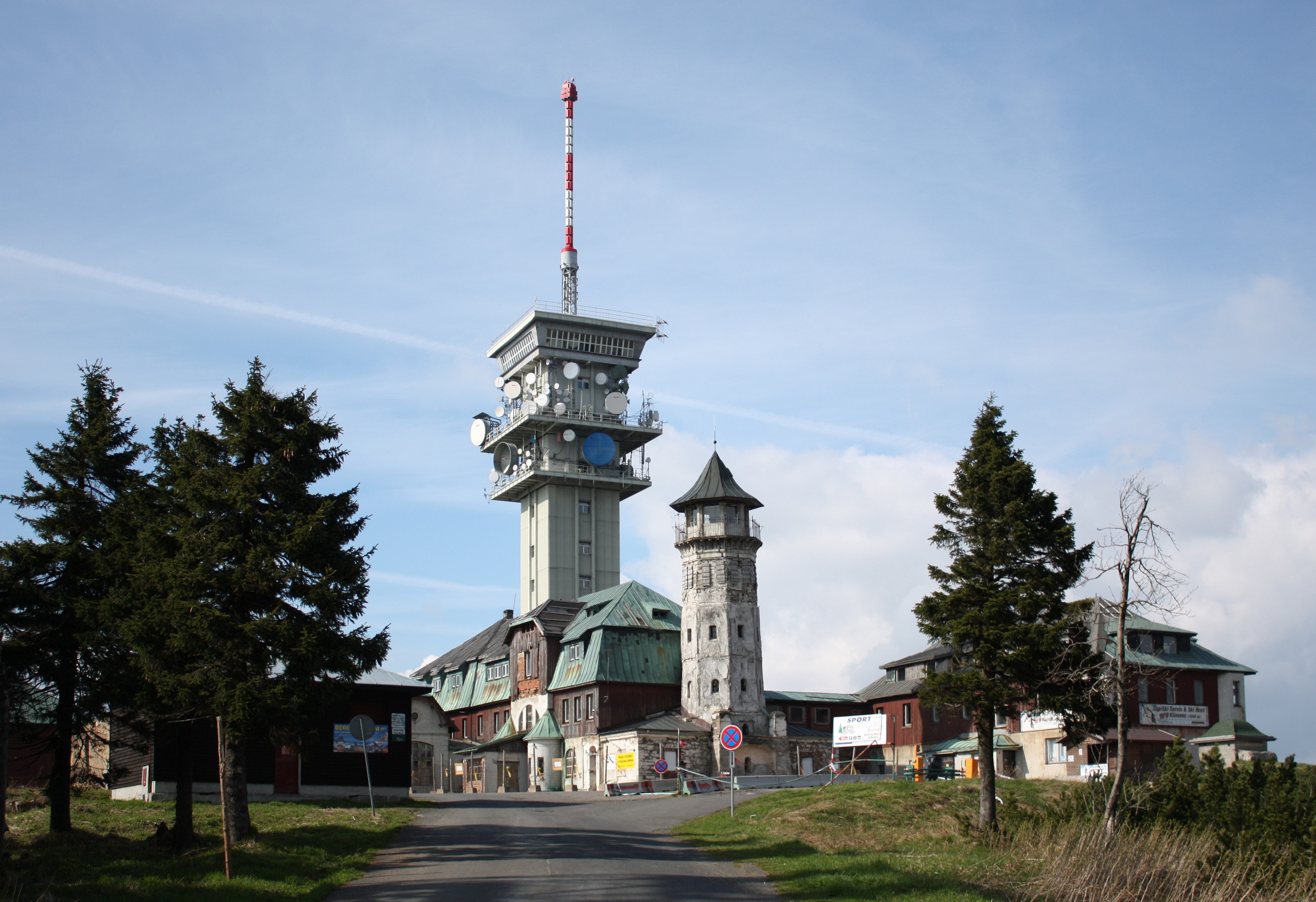
Gipfel mit Hotel und (2012 abgebrochenem) Aussichtsturm, im Hintergrund der Fernsehturm

1907 beschloss das Zentralkomitee zur Förderung der Erwerbstätigkeit der böhm. Erzgebirgsbewohner das 60-jährige Regierungsjubiläum Kaiser Franz Joseph I. im Zusammenhang mit dem 60-jährigen Vereinsjubiläums durch eine Ausstellung kunstgewerblicher und industrieller Erzeugnisse aus dem böhmischen Teil des Erzgebirges auf dem Keilberg zu begehen. Es wurde eine massive Ausstellungshalle erbaut, wofür die Stadtverwaltung von St. Joachimsthal abermals eine Grundstückserweiterung bewilligte. Am 17. August des Jahres war Grundsteinlegung und noch vor dem Winter konnte das Hallendach fertiggestellt werden. Parallel dazu wurde im Umfeld Platz für Besucher, Wagen und Automobile geschaffen. Die Ausstellung wurde am 1. Juni 1908 eröffnet, innerhalb weniger Wochen wurden 40000 Besucher gezählt. Nach Ende der Ausstellung wurde die Halle, später durch den Verein in Sobitschka-Halle umbenannt, als Restaurationssaal eingerichtet und mit dem Dotzauer-Saal durch einen Zwischenbau verbunden. Das Militär benötigte den 1906 geschaffenen Schlafsaal nicht mehr, so dass der Verein ihn 1909 umbauen ließ und damit zehn weitere Fremdenzimmer geschaffen werden konnten. Im folgenden Jahr wurden an dieses Nebenhaus ein unterkellerter Wagenschuppen sowie ein zweireihiger Stall angebaut.
Durch Einbeziehung der Ausstellungshalle waren zwar zusätzliche Räumlichkeiten geschaffen, jedoch offenbar unzureichend und die Wirtschaftsräume entsprachen nicht mehr den gestiegenen Anforderungen. Woraufhin der Verein am 14. Januar 1912 einen umfangreichen Erweiterungsbau beschloss. Dieser wurde 1912–1913 realisiert und beinhaltete einen völligen Um- bzw. Ausbau des alten Unterkunftshauses. Es entstand ein dreigeschossiger, unterkellerter Bau, dessen obere Stockwerke 30 Fremdenzimmer umfassten. Alle Räumlichkeiten wurden an eine Zentralheizungsanlage angeschlossen. Zudem wurde elektrische Beleuchtung eingeführt, wozu eine 2500 Meter lange Versorgungsleitung vom Elektrizitätswerk in Unterwiesenthal gebaut wurde. Anschließend an die Veranda wurde eine Autohalle mit fünf Abteilungen gebaut. Die Baumaßnahmen kosteten in Gänze 130700 Kronen. Finanziert wurden sie über Zuwendungen des Zentralkomitee zur Förderung der Erwerbstätigkeit der böhm. Erzgebirgsbewohner und der St. Joachimsthaler Sparkasse. Hinzu kamen staatliche Subventionsmittel in Höhe von 30000 Kronen und ein Darlehen von 80000 Kronen, die restliche Bausumme wurde in den folgenden Jahren sukzessive getilgt.

#### Erster Weltkrieg und Zwischenkriegszeit

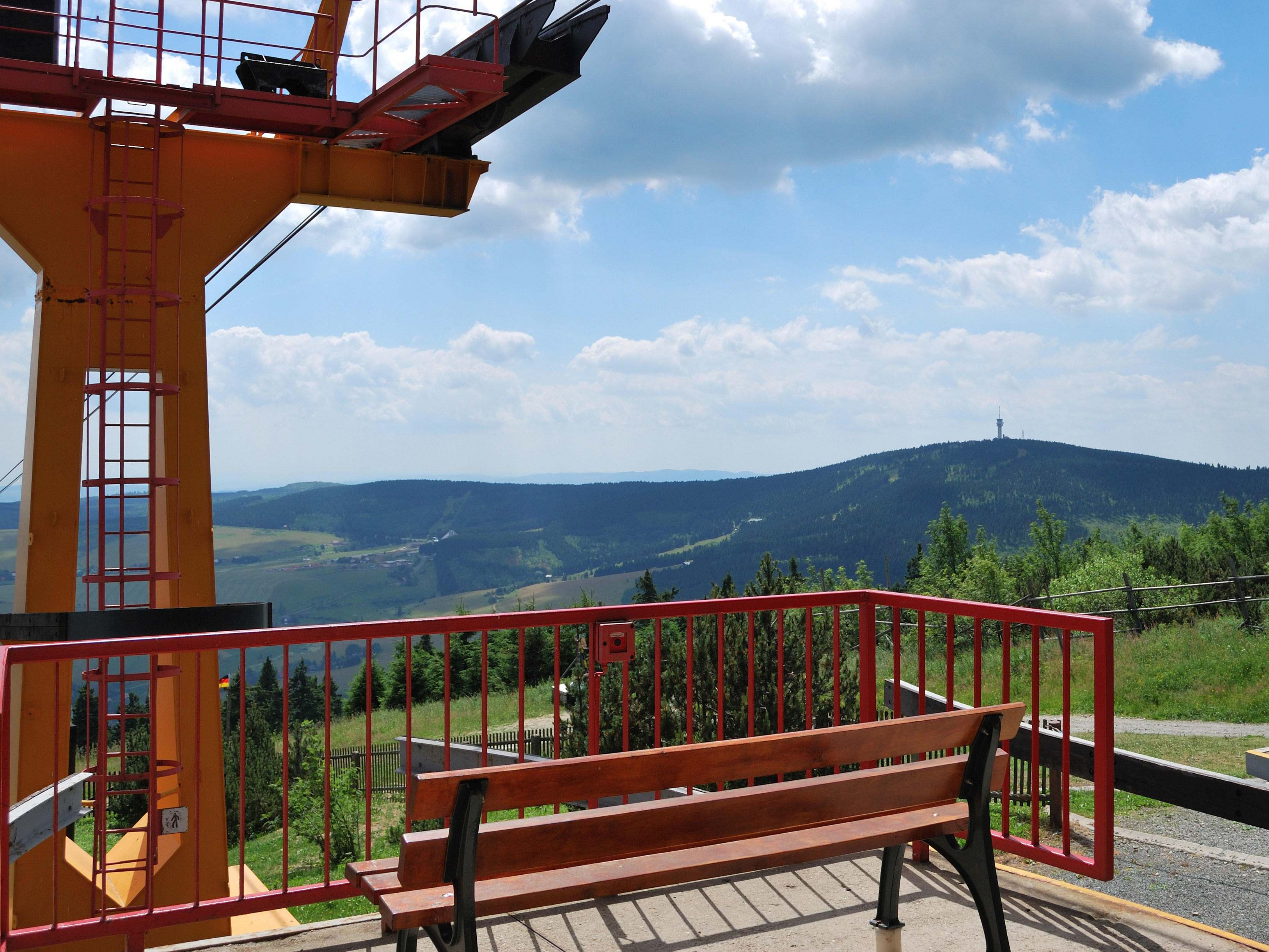
Blick von der Fichtelberg-Bergstation zum Klínovec

Während des Ersten Weltkrieges konnten nur die notwendigsten Instandhaltungsmaßnahmen an und in den Bauten durchgeführt werden. Nennenswert sind die im Jahr 1919 am Aussichtsturm erneuerte Laterne, die gänzliche Verkleidung des Turmschaftes mit Schieferschindeln sowie der Ersatz der hölzernen Fenster- und Türrahmen durch eiserne. Überdies wurde am Eingang ein neues, größeres Vorhäuschen errichtet.
Nach dem Ersten Weltkrieg schloss der Verein mit der Stadtverwaltung St. Joachimsthal einen Vertrag, wonach dieser rings um seine bisherigen Bauten eine weitere Grundfläche für 12687 Kčs käuflich erwarb. 1927 war der Erzgebirgsverein in St. Joachimsthal Eigentümer von über 13 Hektar Grundfläche.
In den 1920er-Jahren nahm der Ausflugsverkehr abermals weiter zu. Man beschloss wiederum eine umfangreiche Erweiterung der bestehenden Räumlichkeiten. Unter anderem wurde an die Nordseite der Sobitschka-Halle ein 23 Meter langer, unterkellerter Anbau für Wirtschaftsräume angebaut. Überdies wurde ein neues Haus auf der Westseite errichtet, das im Obergeschoss sechs weitere Zweibettzimmer mit Kalt- und Warmwasseranschluss beinhaltete und mit der Sobitschka-Halle verbunden wurde. Nach Abschluss dieser 1927 ausgeführten Arbeiten standen nunmehr 80 Betten sowie eine Anzahl Sofas und Rahmenmatratzen zur Verfügung. Die Gesamtkosten der Erweiterungsmaßnahmen beliefen sich auf 450000 Kčs.
Ende der 1920er-Jahre existierte ein Projekt für eine Seilschwebebahn aus einem Seitental von St. Joachimsthal auf den Gipfel. Warum dies nicht zur Ausführung kam, ist nicht bekannt.
Am 11. Oktober 1929 brach im südöstlich des Turms gelegenen Nebenhaus ein Feuer aus. Das Obergeschoss mit zehn Fremdenzimmern wurde vollständig zerstört, im Erdgeschoss blieben lediglich die gemauerten Gewölbe erhalten. Der Ersatzneubau an gleicher Stelle wurde im folgenden Sommer begonnen. Die alten Stallungen wurden belassen aber in Autogaragen umgewandelt. An die Südseite wurde ein großes Gastzimmer („Erzgebirgsstube“) und eine Küche angebaut. Ober- und Dachgeschoss beinhalteten Fremdenzimmer. Alle Räume wurden an eine Zentralheizungsanlage im Keller angeschlossen und erhielten zudem Kalt- und Warmwasseranschlüsse. Zwischen Haupt- und Nebenhaus entstand im Obergeschoss ein geschlossener Verbindungsgang. Ab Dezember 1931 konnte das Gebäude genutzt werden. Nunmehr standen insgesamt 51 Fremdenzimmer mit 112 Betten und Anzahl Sofas zur Verfügung.
Überdies wurden nördlich des Gebäudes zusätzliche Stellflächen für Automobile geschaffen.

#### Vom Zweiten Weltkrieg bis 1990

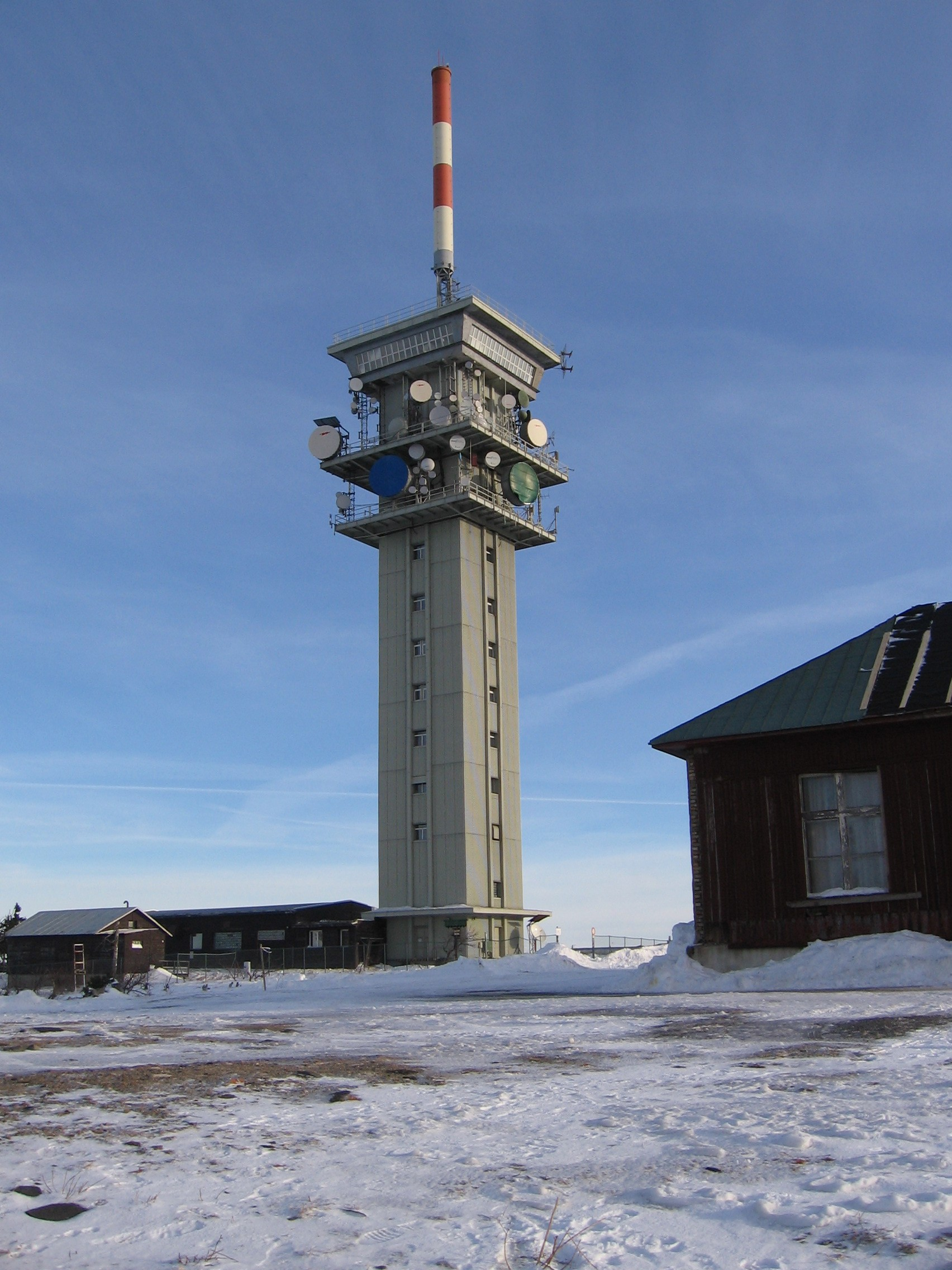
80 Meter hoher Fernsehturm auf dem Klínovec

Während des Zweiten Weltkrieges nutzte das deutsche Militär die Gipfelbauten für ihre Zwecke, nach Kriegsende übernahm zunächst der tschechische Staat den Komplex. Schließlich wurde erneut ein Hotelbetrieb aufgenommen, der allerdings (unter anderem) aufgrund der nunmehr ausbleibenden deutschen Gäste wenig erfolgreich blieb. Kurz darauf wurde der gesamte Gipfelbereich, ebenso wie große Teile der Jáchymover Region. zur Sperrzone erklärt. Der Grund war der Uranbergbau, der hier nun mit großer Intensität vorangetrieben wurde. In diesem Zusammenhang wurden die Gipfelbauten im Zeitraum 1951 bis 1960 wiederum vom Militär als Erholungszentrum genutzt. Nach Aufhebung der Sperrzone wurde der Berg wieder für die breite Öffentlichkeit zugänglich gemacht. Betreiber der Bauten war nun das Unternehmen Restaurace a jídelny Karlovy Vary.
In den 1970er-Jahren wurde das Mauerwerk des Aussichtsturms mit Spritzbeton verfestigt. Später wurde nördlich der bestehenden Gipfelbauten ein 80 Meter hoher Fernsehturm errichtet, wodurch der historische Aussichtsturm seine dominierende Stellung verlor. Auf dem Fernsehturm befinden sich auch die Amateurfunk-Relaisstationen OK0E (2-Meter-Band) und OK0BE (70-Zentimeter-Band). Im Jahre 1983 erfolgten die bislang letzten Umbaumaßnahmen an den Unterkunftsbauten.
Durch die Nachkriegsereignisse brach der Besucherstrom aus Deutschland fast völlig ab. Erst nach der Abschaffung der Visumpflicht für Bürger der DDR 1972 und der damit verbundenen Wiedereröffnung des Grenzüberganges in Boží Dar wurde der Berg auch von deutscher Seite wieder verstärkt besucht.

#### Seit 1990
Nach 1990 gelangten Unterkunftsbauten mit Aussichtsturm samt Grundstück in das Eigentum der Stadtverwaltung Jáchymov. Diese verkaufte die Anlagen 1991 für 18 Millionen Kčs an das Unternehmen Interconex, a. s. Litoměřice, welches versprach, 25 Millionen Kčs in den Komplex zu investieren. Nach Zahlung des Kaufpreises wurden die Anlagen jedoch an Dritte veräußert, wobei die Investitionsmaßnahmen nie durchgeführt wurden. Im Sommer 2003 stellte das Unternehmen Moon, a. s. aus Prag, die gewerbliche Nutzung der Anlagen ein und bot den Komplex der Stadtverwaltung Jáchymov zum Rückkauf an. In der gesamten Zwischenzeit seit der Veräußerung 1991 waren seitens der privaten Eigentümer keinerlei Instandhaltungsmaßnahmen durchgeführt worden, um dem zunehmenden Verfall entgegenzuwirken.

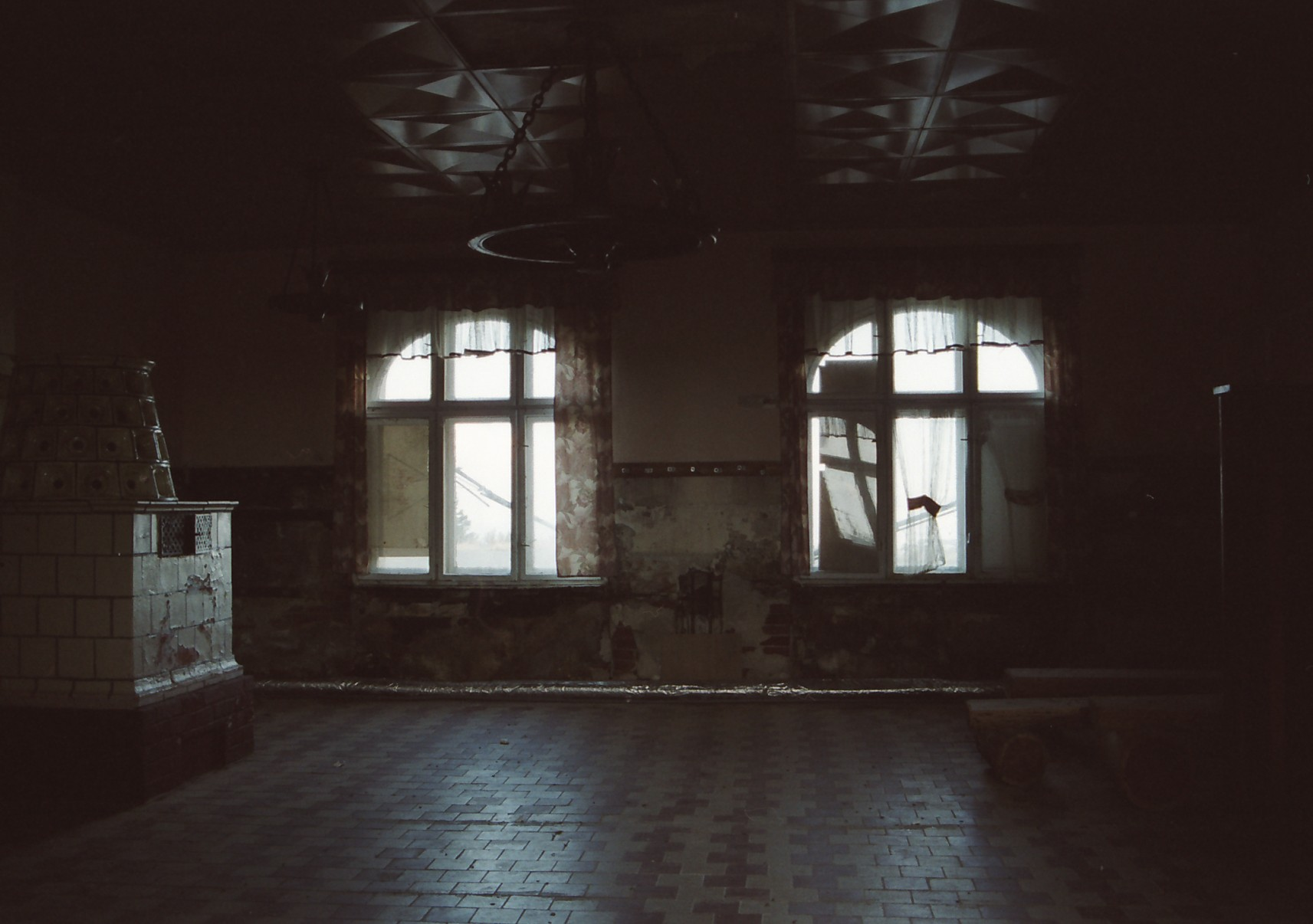
Blick in einen Raum der verfallenden Unterkunftsbauten (2007)

Nachdem Jáchymov das Angebot abgelehnt hatte, trat man an die Stadtverwaltung von Boží Dar heran. Nach einigen Besprechungen und einer Bestandsaufnahme beschloss der Stadtrat am 7. August 2003, dass der ganze Komplex von der Gesellschaft Služby Boží Dar s.r.o., einer 100-prozentigen Tochtergesellschaft der Stadtverwaltung, gekauft werden sollte, was in der Folge auch geschah. Noch im selben Jahr wurde entsprechend den finanziellen Möglichkeiten mit ersten Umbau- und Wartungsarbeiten begonnen. Zwischen 2003 und 2009 wurden für derartige Maßnahmen insgesamt 6589000 Kč aufgewendet. Darin enthalten waren Zuwendungen des tschechischen Kultusministeriums, der Region Karlovy Vary und des Stiftungsfonds Keilberg (gegründet durch die Stadtverwaltung Boží Dar), deren Beihilfen insgesamt 1107000 Kč betrugen.
Die Objekte auf dem Keilberggipfel sollten in den Jahren 2004–2008 einem Umbau für ungefähr 250 Millionen Kronen unterzogen werden. Im Jahr 2004 wurden die Anlagen aufgrund des desolaten Zustandes geschlossen und gleichzeitig Instandsetzungsarbeiten an Treppe und Dach des Aussichtsturms begonnen. Im Frühjahr 2005 sollten die Mauern des Turms mittels speziell wetterbeständigem Außenputz saniert werden. Bald nach Abbruch erster Bereiche der alten Putzschicht kam jedoch unreparierbar gelöstes Mauerwerk zum Vorschein. Der nachfolgend durchgeführte Standsicherheitsnachweis ergab, dass der Turm komplett abgebrochen und neu aufgebaut werden musste.

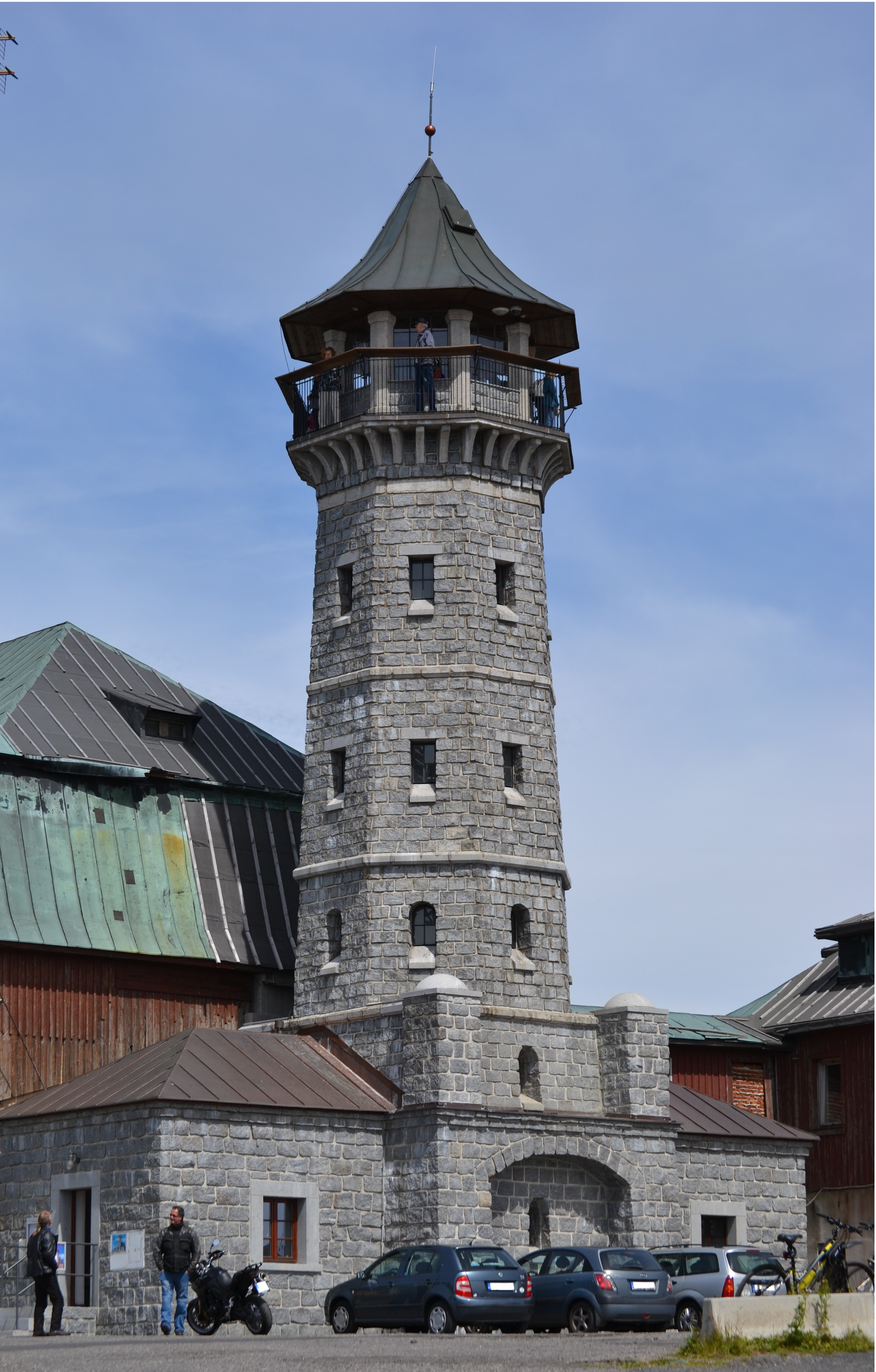
Nach altem Vorbild 2013 rekonstruierter Aussichtsturm (2015)

Um eine Rekonstruktion des Turms zu realisieren und vor allem zu finanzieren, erarbeitete die Stadtverwaltung Boží Dar gemeinsam mit der benachbarten deutschen Partnergemeinde Breitenbrunn zwei Anträge auf Bereitstellung von Subventionen aus dem ZIEL 3-Programm zur Förderung der grenzüberschreitenden Zusammenarbeit zwischen der Tschechischen Republik und dem Freistaat Sachsen 2007–2013. Beide Fördermittelanträge wurden angenommen und die entsprechenden Maßnahmen konnten begonnen werden. Im Jahr 2009 kaufte die Stadtverwaltung den Aussichtsturms von der Gesellschaft Služby Boží Dar s.r.o. und gab die Zielstellung aus, den rekonstruierten Turm bis zum Jahr 2013 für die Öffentlichkeit zugänglich zu machen.
Der originalgetreue Wiederaufbau des Turms wurde eingebettet in das Projekt „Einrichtung und Infrastruktur des Fremdenverkehrs auf dem Gebiet des Zentralen Erzgebirges – 1. Phase“, welches daneben die Sanierung der Straße zum Gipfel, museale Ausstellungen vor Ort und die Einrichtung des Heimatmuseums Boží Dar umfasste. Die Gesamtkosten dieses komplexen Projektes beliefen sich auf mehr als 15 Millionen Kč.
Die Rekonstruktionsarbeiten am Turm begannen schließlich im Sommer 2012. Ausgeführt wurden sie vom Unternehmen Chládek & Tintěra a.s. aus Litoměřice. Die Grundkonstruktion des Turms enthielt rund 300 Tonnen Material; ca. 150 Kubikmeter Steinmauerwerk mussten abgetragen werden. In Abstimmung mit den Denkmalschutzbehörden wurden beim Abbruch gewonnene Steine, die sich für einen späteren Wiedereinbau eigneten, entsprechend gekennzeichnet. So wurden die alten Treppenstufen beim Neubau wiederverwendet. Nach erfolgtem Abbruch wurde eine neue Gründung erstellt und der Turm in alter Gestalt rekonstruiert.
Am 28. Oktober 2013 wurde der neue Aussichtsturm mit einem Festakt erstmals für die Öffentlichkeit zugänglich gemacht. In den beidseitigen Anbauten ist eine Dauerausstellung zur Geschichte des Aussichtsturms untergebracht, darüber hinaus werden dort die Aufnahmen zweier Webcams auf der Aussichtsplattform wiedergegeben.
Seit dem 19. Februar 2016 steht das Gipfelhotel zum Verkauf.

### Wintersport

#### Anfänge
Aufgrund eines Beschlusses zur Einführung eines großzügigen Wintersportbetriebes im Jahr 1903 wurden zunächst zwei geübte Hörnerschlittenfahrer aus dem Riesengebirge berufen, von denen einer auf dem Keilberg und der andere auf dem benachbarten Fichtelberg tätig wurde. Die beiden unterwiesen binnen kurzer Zeit einige Männer aus den umliegenden Ortschaften im Lenken der Hörnerschlitten. Zugleich wurden drei Schlittenbahnen nach St. Joachimsthal, Böhmisch Wiesenthal und Gottesgab hergerichtet, die auch zum Rodeln genutzt werden konnten. Bis zum Ersten Weltkrieg wurden das Schlittenfahren intensiv betrieben, danach wurde es weitgehend eingestellt. Ein Grund dafür war, dass nunmehr der Skisport einen überragenden Aufschwung verzeichnete und Schlittenfahrten in den Hintergrund rückten. Mit Gründung des Wintersportvereines Gottesgab sowie des Skiclubs Oberwiesenthal wurde das Fichtelberg-Keilberg-Gebiet sukzessive systematisch erschlossen. Vereins-, Verbands- und Militärwettbewerbe trugen zum überregionalen Bekanntheitsgrad bei. Skiabfahrten gab es seinerzeit u. a. nach St. Joachimsthal, Oberbrand, Gottesgab, Ober- und Unterwiesenthal und Schmiedeberg. Im Jahr 1920 überließ die Stadtverwaltung St. Joachimsthal dem örtlichen Erzgebirgsverein eine unmittelbar im Osten an das Unterkunftshaus angrenzende, 1 Hektar große Fläche zur Benutzung als Skiübungsplatz.

#### Skispringen
Überdies erachtete der Verein die Anlage einer Skisprungschanze als wünschenswert. Nach längerer Standortsuche wurde das am nördlichen Hang gelegene „Fuchsloch“ als geeignet ausgemacht. Der Grundstückseigentümer kam dem Verein entgegen, indem er ihm das Waldgrundstück gegen einen jährlichen Pachtzins überließ. Die Schanzenanlage wurde 1922 errichtet und aus Vereinsmitteln finanziert.
Für die damit verbundenen Wintersportaktivitäten, die weitere Ausgestaltung und auch den Ausbau der „Keilbergschanze“ (auch „Fuchslochschanze“ genannt) bildete sich 1923 mit der „Deutschen Skizunft Keilberg“ ein eigenständiger Verein.
Das Profil der Schanze war auf 27 Meter ausgelegt und der Schanzentisch hatte 3 Meter Höhe, später wurde die Schanze noch vergrößert. Der Deutschböhme Willy Dick und der Norweger Henry Ljungmann sprangen 1925 auf 59,5 Meter. Die Schanze wurde bis zum Zweiten Weltkrieg genutzt, danach jedoch aufgegeben. Den letzten Schanzenrekord stellte 1939 Bohuslav Škoda mit 64,5 Metern auf.

#### Alpiner Skisport

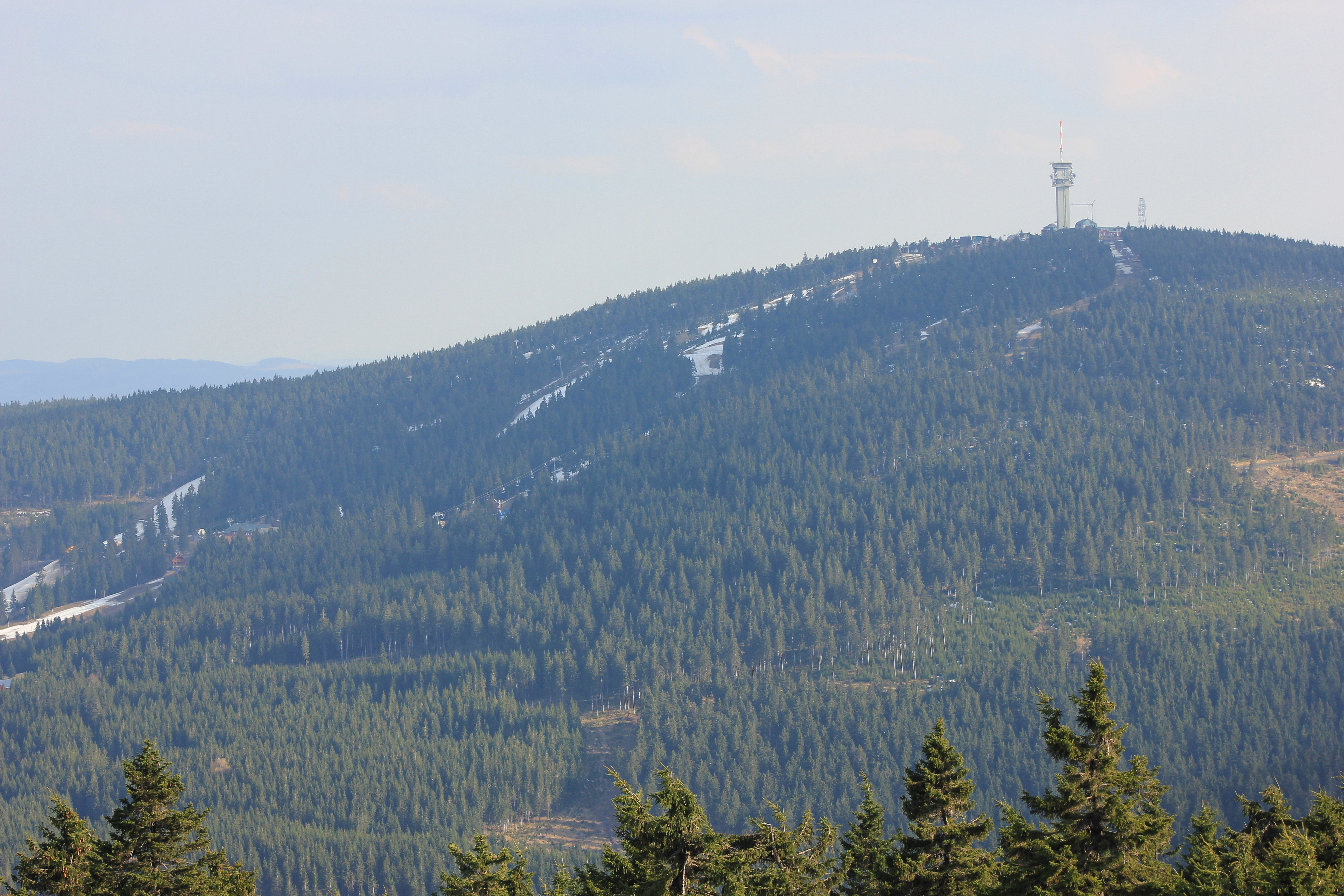
Skipisten am Nordosthang des Klínovec

In den 1920er-Jahren begann sich der alpine Skisport zu entwickeln, indem man bewaldete Teile rodete und zwei erste Skipisten anlegte, die auch für Wettbewerbe genutzt wurden.
Nach Ende des Zweiten Weltkrieges lag der Berg in der im Zuge des Uranabbaus eingerichteten Sperrzone, die erst in den 1960er-Jahren wieder aufgehoben wurde. Nach Freigabe für die breite Öffentlichkeit wurde der erste Skilift am Berg in Betrieb genommen. Ab 1968 wurde die weitere Erschließung intensiv vorangetrieben. Im selben Jahr wurde ein Doppelsitzer-Lift eröffnet und bereits 1970 der zuerst gebaute Lift durch einen leistungsfähigeren ersetzt.
Durch Rodungen entstanden zwischen 1974 und 1978 zwei weitere Pisten und bis 1980 wurden zwei weitere Lifte eröffnet. In den 1980er-Jahren wurde erstmals Flutlicht auf einer Piste installiert, im gleichen Zeitraum wurde die erste Pistenraupe angeschafft.
1991 wurde das Skiareál Klínovec privatisiert. Folgend wurden bestehende Pisten verbreitert und 1998 mit dem Aufbau von Beschneiungsanlagen begonnen. 2003 wurden ein Snowboardpark eröffnet, mehrere Pistenfahrzeuge angeschafft und auch das Ausstattungsniveau durch den Neubau von Unterkünften und gastronomischen Einrichtungen verbessert. Im Jahr 2005 begann die Modernisierung mittels Sesselliften, ein 3er-Sessellift bildete den Anfang. Von 2011 bis 2014 wurden insgesamt drei 4er-Sessellifte in Betrieb genommen, eine neue Piste angelegt, sowie eine Skibrücke über eine Straße (die Nr. 219 von Boží Dar nach Loučná pod Klínovcem) errichtet. Weitere Planungen sehen eine Anbindung an den Ort Oberwiesenthal in Sachsen vor.

## Aussicht

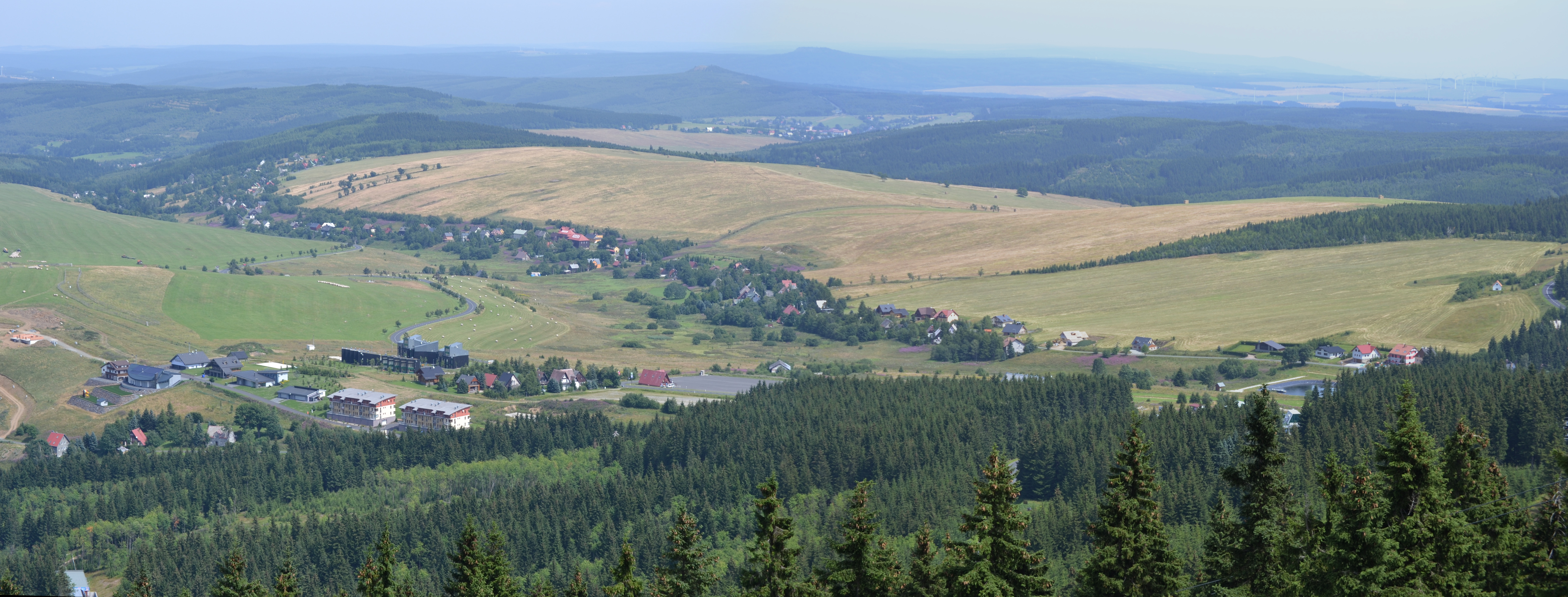
Blick vom Aussichtsturm nach Nordost auf Háj u Loučné. Dahinter Kovářská mit dem Velký Špičák und am Horizont in Bildmitte der Gipfel des Jelení hora.

Vom Gipfel gibt es zurzeit einzelne Ausblicke durch Waldlücken, besonders in Richtung Plešivec (Pleßberg) und Blatenský vrch (Plattenberg).
Vom Aussichtsturm hat man einen – einzig durch den Fernsehturm minimal eingeschränkten – Rundblick über das gesamte Erzgebirge sowie weite Landesteile von Sachsen und Böhmen. Bei optimalen Wetterbedingungen reicht die Fernsicht bis in das Lausitzer Gebirge, das Jeschkengebirge, zur rund 200 Kilometer entfernten Schneekoppe im Riesengebirge, das Böhmische Mittelgebirge, zum Bílá hora bei Prag, zum Duppauer Gebirge, den Böhmerwald, den Oberpfälzer Wald, den Kaiserwald sowie das Fichtelgebirge.

## Tourismus

### Wege zum Gipfel
- Von Jáchymov aus führt ein Sessellift zum Gipfel, der bei einer Länge von 2.190 Metern einen Höhenunterschied von 490 Metern überwindet. Die Fahrt dauert 9 Minuten.
- Von Boží Dar aus ist eine Auffahrt mit dem Auto möglich. Außerdem ist der Berg über mehrere Wanderwege erreichbar.
- Über den Berg führt der Kammweg von 1904, jetzt Teil des Europäischen Fernwanderweges E3.
- Der Skifernwanderweg Skimagistrale Erzgebirge/Krušné hory zwischen Boží Dar und dem Meluzína (Wirbelstein) führt nördlich am Berg vorbei.

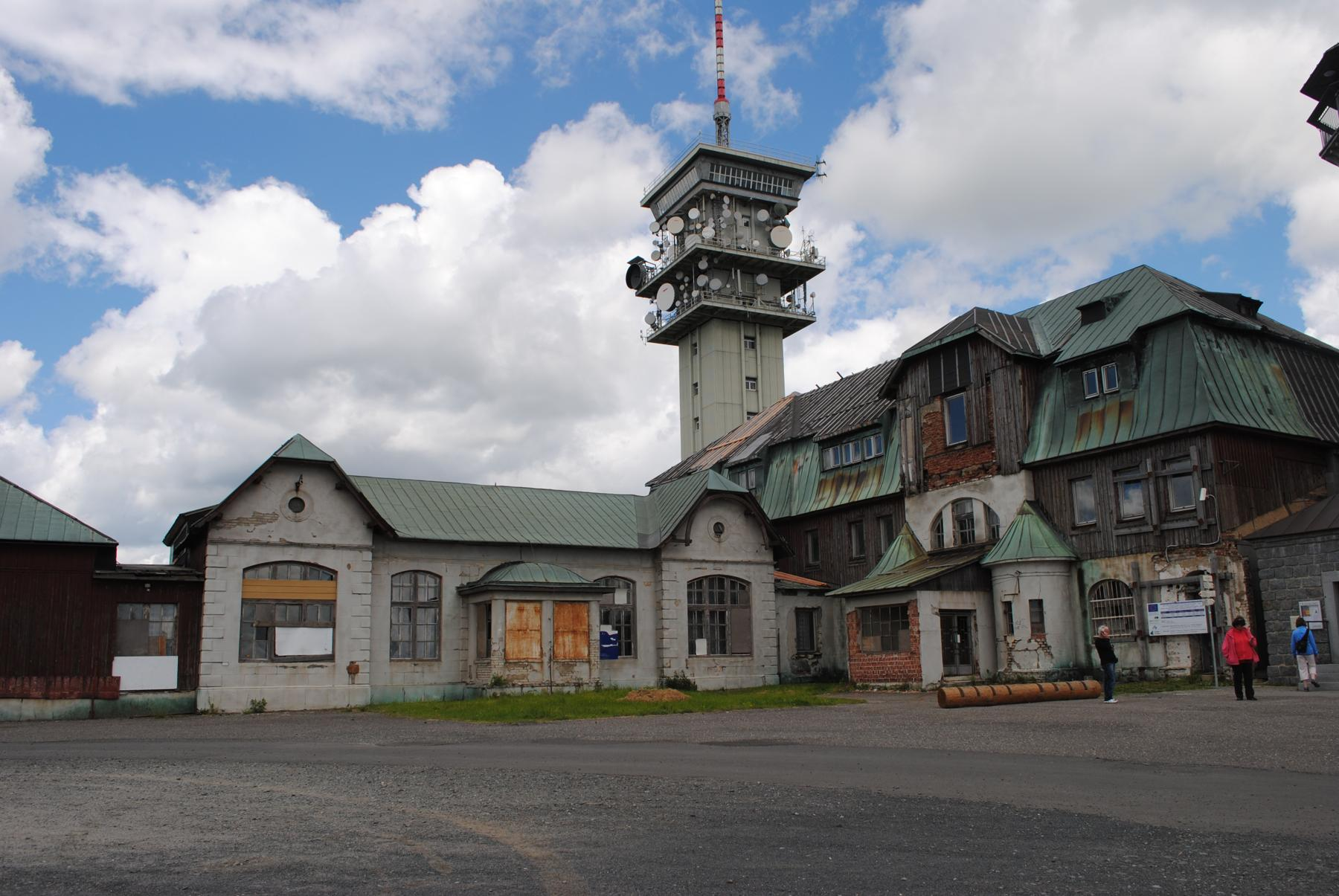
Gebäudezustand im Jahr 2016

### Skigebiet
Das Skigebiet am Klínovec ist gemeinsam mit dem Fichtelberg-Skigebiet das größte im Erzgebirge. Durch die Nordhanglage der meisten Abfahrten ist es außerdem noch schneesicherer als das Fichtelberg-Gebiet. Die Gesamtlänge der Abfahrtspisten beträgt 19 km. Längste Abfahrt ist die Jachymovská am Südhang des Berges, mit 2950 m Länge gleichzeitig die längste Abfahrt des Erzgebirges. Es führen 4 Sessellifte und 5 Schlepplifte auf den Gipfel.
2012 wurde als Ersatz für den Schlepplift Pařezovka ein neuer 4er-Sessellift gebaut, der auf den Gipfel führt. Der 1er-Sessellift Jáchymovska auf der Südseite wurde zur Saison 2014/2015 durch einen 4er-Sessellift mit Wetterschutzhaube ersetzt.

## Sendeanlagen
Auf dem Klínovec befindet sich ein 80 Meter hoher Fernsehturm aus Stahlbeton, der auch zur Verbreitung von DAB+ und des Radioprogramms von ČRo Karlovy Vary auf der UKW-Frequenz 103,4 MHz mit 800 W ERP dient. Ein zweiter, als freistehende Stahlfachwerkkonstruktion ausgeführter Sendeturm dient zur Verbreitung des Radioprogramms von Hitrádio FM Plus auf der UKW-Frequenz 107,4 MHz mit 400 W ERP.